# Salottino di porcellana di Maria Amalia di Sassonia

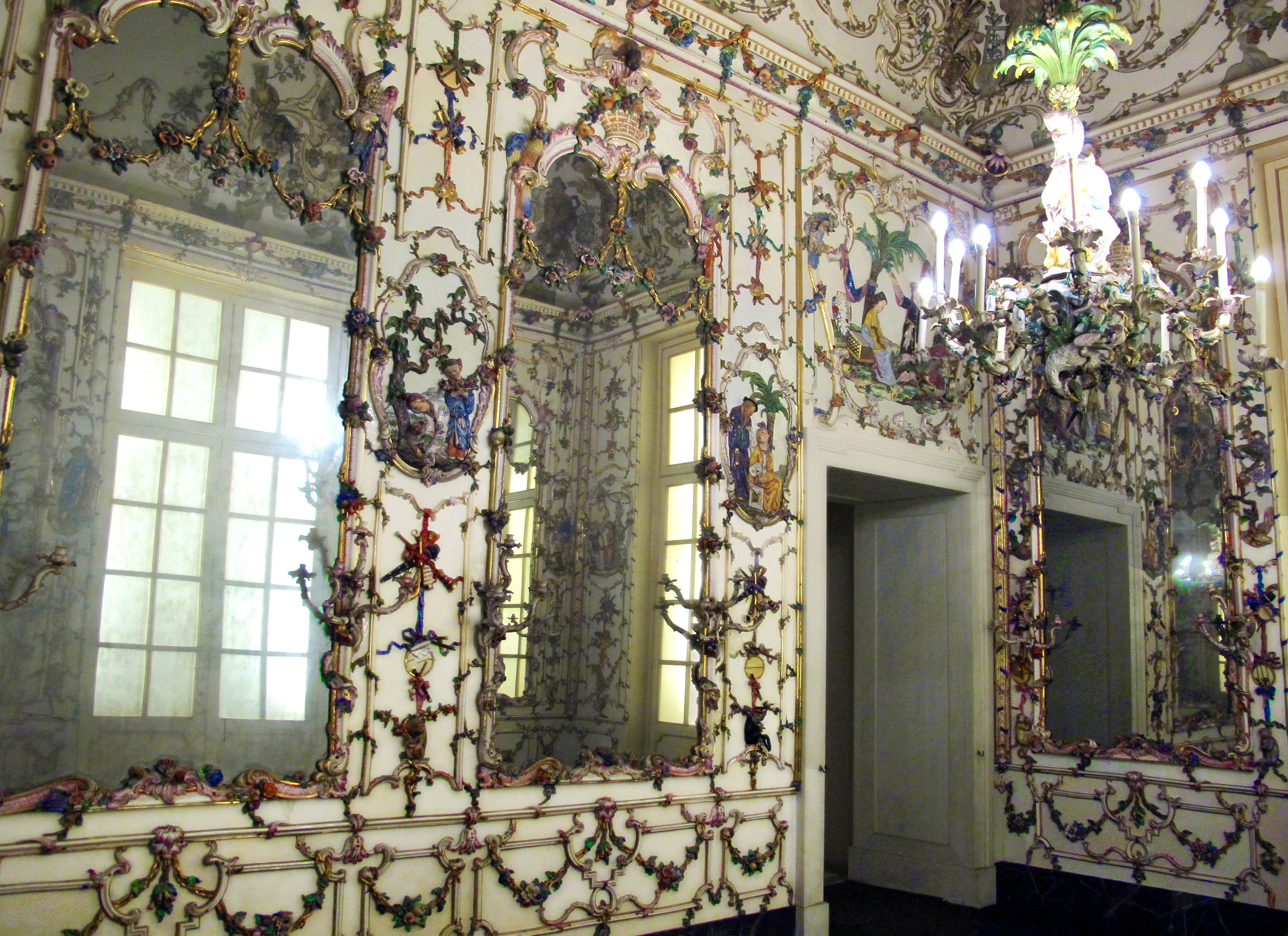
Reggia di Capodimonte (sala 52), Salottino di porcellana di Maria Amalia di Sassonia, veduta parziale.

Il Salottino di porcellana della regina di Napoli Maria Amalia di Sassonia, oggi nella reggia di Capodimonte, è un ambiente di stile rococò interamente rivestito di lastre di porcellana bianca decorate ad altorilievo con festoni e scenette di genere ispirate al gusto della “Cineseria” imperante nel XVIII secolo. Creazione tra le più felici della civiltà del ‘700 napoletano, rappresentò la “summa” della perizia tecnica e artistica raggiunta in poco meno di un ventennio dalla Real Fabbrica della Porcellana di Capodimonte, fondata nel 1743 da Carlo di Borbone e dalla stessa Maria Amalia.

## Storia

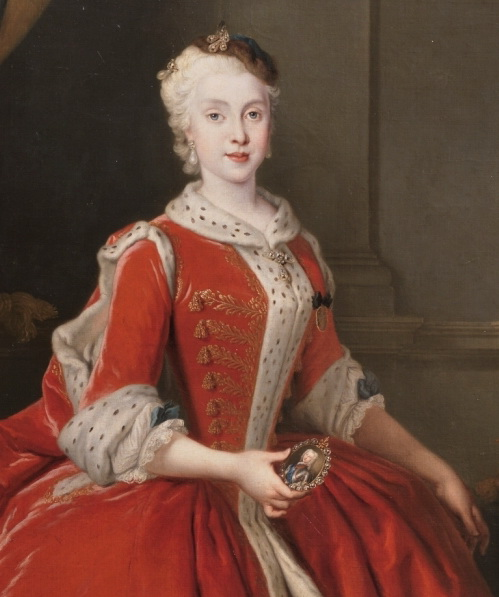
Particolare del ritratto di Maria Amalia di Sassonia, opera di Louis de Silvestre (1750). Madrid, Museo del Prado.

Il “salottino” fu commissionato alla manifattura della porcellana per la sala del boudoir dell'appartamento privato della regina nella Reggia di Portici presso Napoli e realizzato, a partire dal 1757, su un progetto di massima approntato dal pittore e quadraturista piacentino Giovan Battista Natali (Pontremoli 1698 – Napoli 1765). È noto tuttavia, che notevole influenza ebbero anche le indicazioni di gusto della stessa Maria Amalia, che almeno per la definizione degli intagli di legno, assunse un ruolo di diretta supervisione dei lavori, testimoniata dai documenti relativi alla messa in opera del “salottino”.
Si tratta di ambiente rettangolare (m 6,75 x 4,8 x 5,13) interamente rivestito di ben tremila pezzi di porcellana a fondo bianco decorati con applicazioni plastiche ad altorilievo, corredato di sei grandi specchiere francesi, e con un soffitto a stucchi rocaille trattati a imitazione della porcellana. Vi figuravano inoltre, porte ad intaglio e tendaggi appositamente disegnati, mentre vi sono dubbi che il pavimento in porcellana, cui fa riferimento il Vanvitelli in una sua lettera del 1748, sia mai stato eseguito.

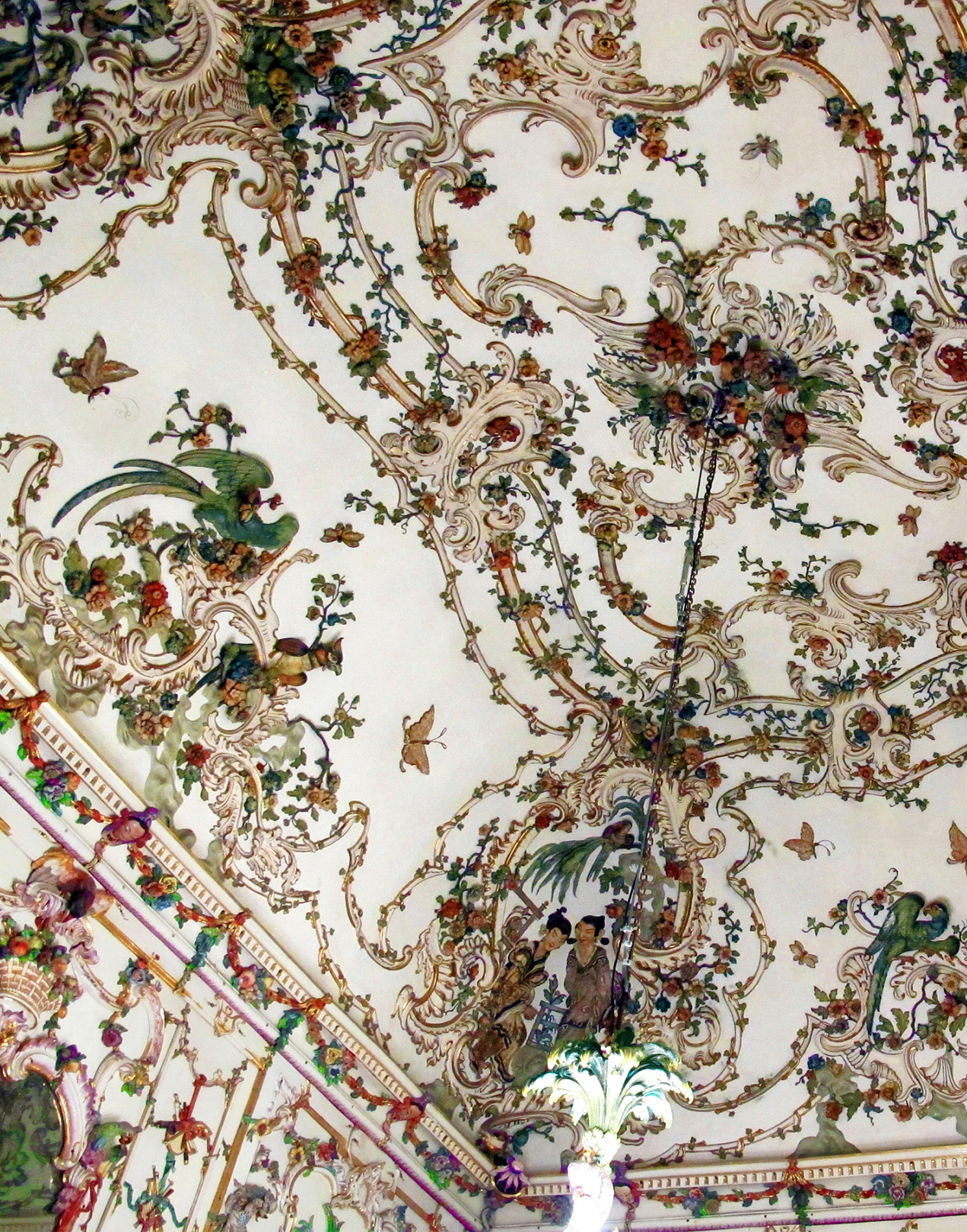
Museo di Capodimonte (sala 52): Il soffitto a stucchi rocailles del "Salottino", trattati a imitazione della porcellana.

La realizzazione del "salottino" impegnò per circa tre anni a pieno regime gli “specialisti” della porcellana. Ma per la complessità del progetto vi furono coinvolte anche maestranze esterne alla "Real Fabbrica", quali stuccatori, intagliatori e doratori, guidati rispettivamente dall'ornamentista Mattia Gasparini, autore del soffitto a stucco ad uso porcellana, e dallo scultore in legno Gennaro di Fiore, due nomi legati alla committenza di Carlo III anche in Spagna. 
Artefice delle lastre di porcellana eseguite "a stampo" su forme di gesso fu Giuseppe Gricci, dal 1743 a capo della "Camera del Modellato" della manifattura, mentre la decorazione pittorica "a terzo fuoco" spetterà a Johann Sigmund Fischer, e a Luigi Restile.
Il 10 maggio 1759 l'allestimento del boudoir poteva dirsi completato (salvo forse il pavimento), poiché in quella data Maria Amalia ebbe modo di vederlo montato e completo degli intagli. Nondimeno, ella non fece in tempo ad abitarlo, giacché da lì a poco la coppia regale avrebbe lasciato Napoli alla volta della Spagna, per cingervi la corona. Ma l'opera dovette risultare di suo pieno gradimento, giacché la regina ne richiese una replica per la residenza di Aranjuez, alle porte di Madrid.
Nel corso del XIX secolo il salottino assunse funzioni diverse: di scrittoio prima e poi di stanza di ricevimento, come documentato dagli Inventari della Mobilia di Portici dell'epoca. Infine nel 1866, con il passaggio dei beni borbonici al Regno d'Italia, il rivestimento di porcellana della stanza fu smontato e trasferito alla Reggia di Capodimonte. In quell'occasione venne dotato di nuove finiture lignee realizzate secondo il gusto della chinoiserie del secondo '800, mentre l'arredo venne completato con mobili inglesi e napoletani delle collezioni reali, ancora oggi a Capodimonte. Solo nel 1958 infine, il soffitto originale ha potuto essere ricongiunto alle pareti, al termine di una delicata operazione di restauro.

## Chinoiserie

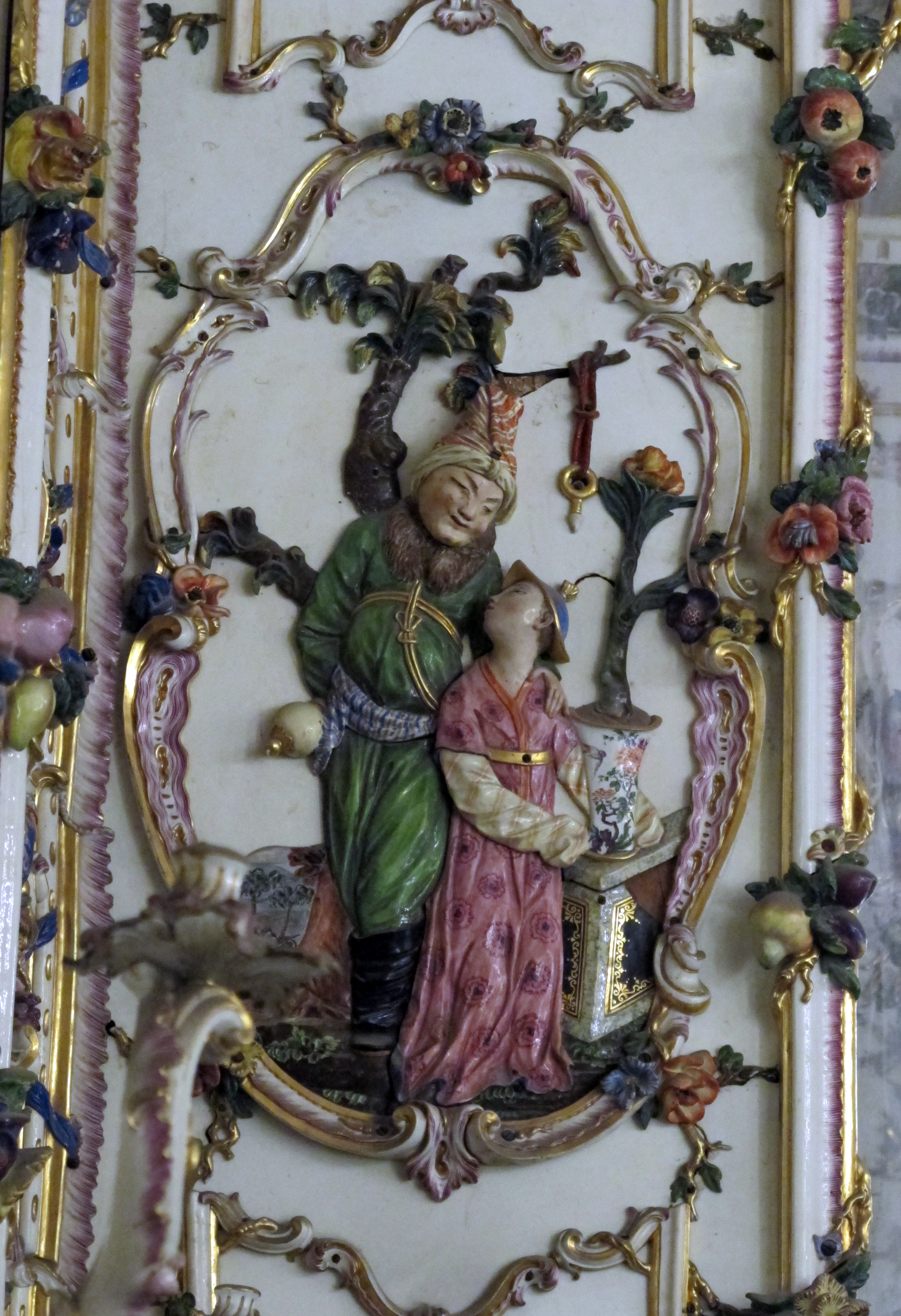
Giuseppe Gricci, "scenetta di genere". Particolare della chinoiserie del salotto.

La Cina evocata nel boudoir di Maria Amalia di Sassonia non era quella di prima mano dei manufatti originali, importati a migliaia nel XVIII secolo attraverso il mercato olandese e britannico, che pure tanta parte ebbero nella definizione dell'estetica rocaille. Bensì, quella meravigliosa e irraggiungibile della Chinoiserie: l'esotismo da favola, sottilmente elusivo, trasfigurato dall'immaginazione di artisti francesi come Watteau e Boucher, ben presto dilagato in tutta Europa, come fenomeno di costume delle classi abbienti. Si trattava di un materiale duttile di forme, di motivi e di ambientazioni, incessantemente ricreato dall'estro inesauribile di maestranze dalle tecniche scaltrite, riproposto ora nelle forme di un padiglione da giardino, ora in quelle di un mobile di lacca, ora di un parato, assecondando le richieste di una committenza colta e scettica, incline all'evasione nel fantastico.
Analogamente ad altri prodotti più o meno riusciti di quella temperie, l'Oriente rappresentato nel salottino di Portici fu quindi un prodotto di pura fantasia, reinventato in questo caso attraverso le scenette di genere svolte sulle pareti.
A rendere subito interessante tale ambiente fu invece l'introduzione - per la prima volta - della porcellana quale pressoché unico materiale di rivestimento delle pareti, in sostituzione delle consuete boiseries, degli stucchi o dei parati. Da quell'inedito connubio, l'evanescente mondo della chinoiserie ne rinasceva più intimamente realizzato, grazie proprio alle qualità intrinseche e simboliche che la sensibilità europea riconosceva da tempo al prezioso materiale. Collezionata con "moderna" acribia nei gabinetti di curiosità orientali, la porcellana costituiva metafora e paradigma anche del Catai "vero": il paese dal quale essa proveniva e del quale sembrava riassumere l'essenza estetica e spirituale. Nel salottino della Regina di Napoli, le due visioni di quel mondo, quella "vera" e quella inventata, venivano per la prima volta, eccezionalmente, a coincidere.

### Testi
- Hugh Honour, L'arte della cineseria. Immagine del Catai, traduzione di Maria Bosi Cirmeni, Firenze, Sansoni, 1963, SBN SBL0135347.
- Silvana Musella Guida (a cura di), Porcellane di Capodimonte. La real fabbrica di Carlo di Borbone 1743-1759, Napoli, Electa, 1993, ISBN 88-435-4646-5.
- Alvar González-Palacios, Il tempio del gusto. Le arti decorative in Italia fra classicismi e barocco, Vicenza, Neri Pozza, 2000, ISBN 88-7305-767-5.
- Orietta Rossi Pinelli, Il secolo della ragione e delle rivoluzioni. La cultura visiva nel Settecento europeo, Torino, Utet, 2000, ISBN 88-02-05579-3.

### Periodici
- Silvana Musella Guida, Precisazioni sul salottino di Portici, in Antologia di Belle Arti, n. 5, 1978.